# Melanoxylon speciosum
Melanoxylon speciosum är en ärtväxtart som beskrevs av Raymond Benoist. Melanoxylon speciosum ingår i släktet Melanoxylon och familjen ärtväxter. Inga underarter finns listade i Catalogue of Life.